# Leonel de los Santos
Leonel de los Santos (ur. 14 grudnia 1994 w Santo Domingo) − dominikański bokser kategorii lekkiej (wcześniej papierowej). Dwukrotny olimpijczyk (Rio de Janeiro, Tokio.

## Kariera amatorska
W listopadzie 2013 roku zdobył srebrny medal na igrzyskach boliwaryjskich w Chiclayo. Rywalizację na tych igrzyskach rozpoczął od ćwierćfinału, w którym pokonał reprezentanta Gwatemali Álvaro Vargasa, wygrywając wyraźnie na punkty. W półfinale pokonał Peruwiańczyka Isaaca Herrerę, awansując do finału kategorii papierowej. W finale przegrał nieznacznie na punkty z Yubergenem Martínezem.
W listopadzie 2014 zdobył złoty medal na igrzyskach Ameryki Środkowej i Karaibów. W finale kategorii papierowej pokonał wyraźnie na punkty Yubergena Martíneza.
W 2019 wywalczył srebrny medal igrzysk panamerykańskich.